# チキータ・ブランド

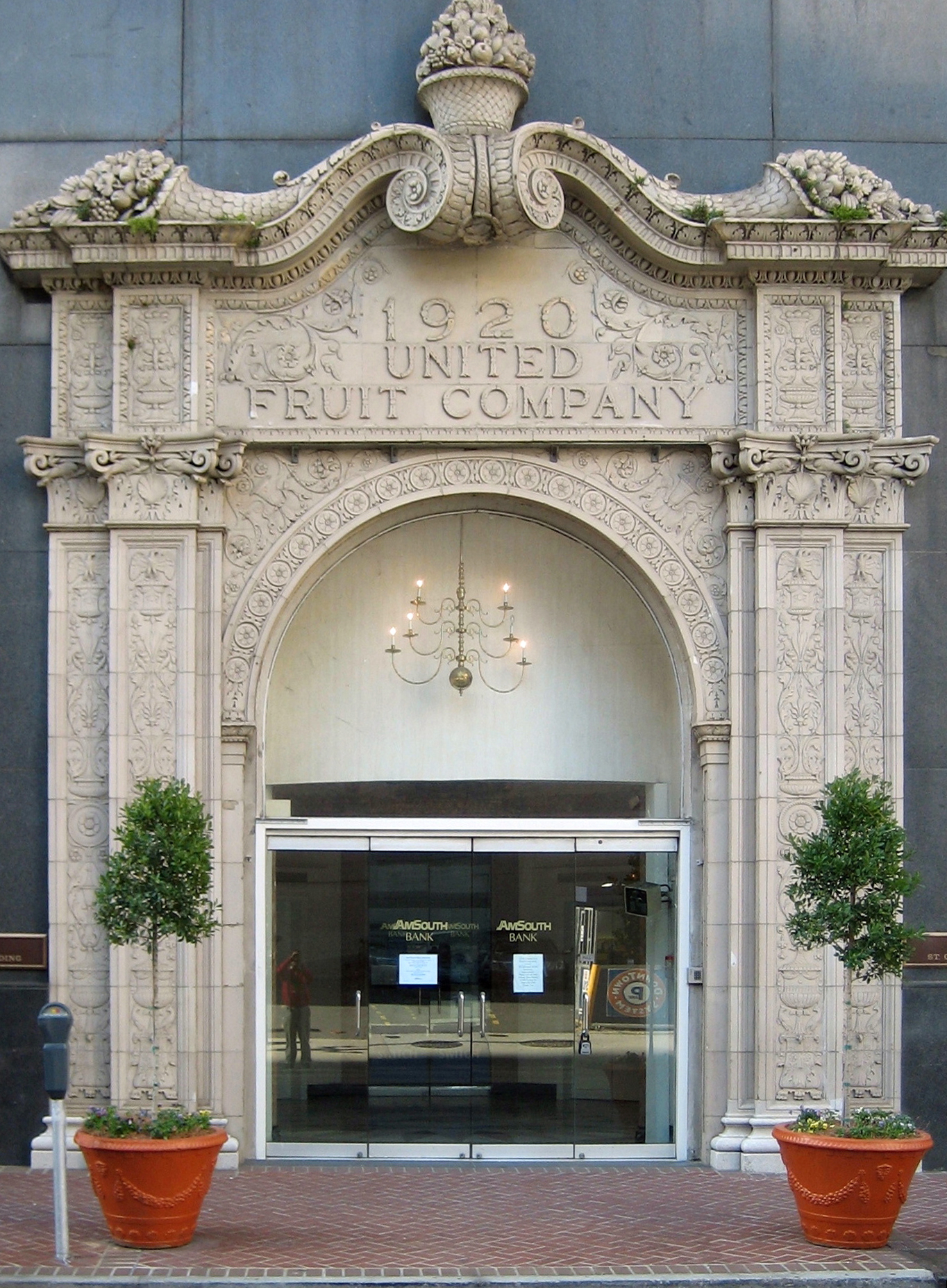
ルイジアナのセント・チャールズ・アヴェニューにあるユナイテッド・フルーツ社の正面

チキータ・ブランド（英語：Chiquita Brands International）はアメリカ合衆国の企業。かつての社名はユナイテッド・フルーツ（英語：United Fruit Company、略称：UFCO）。プランテーションで栽培させた砂糖やバナナを販売する。1899年、合併により創業。会社は20世紀初めから半ばにかけて中央アメリカ・コロンビア・エクアドル・西インド諸島などを支配した。欧米向けの輸出割当が利益を保障した。1984年に現社名に変更。ボストン閨閥とヨーロッパのそれが根深い利権を持っている。

## 設立

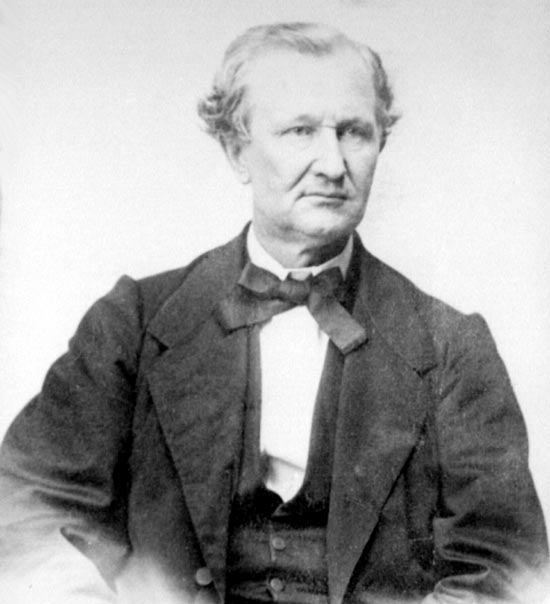
ヘンリー・メイグス

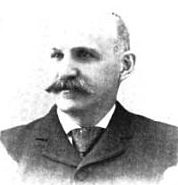
アンドリュー・プレストン

1871年にヘンリー・メイグスがコスタリカ政府と首都サン・ホセからカリブ海の港町リモンまでの鉄道建設の契約を結び、彼の甥のマイナー・C・キースに事業を手伝わせた。1873年、労働者向けの安い食料として鉄道沿いにバナナの栽培が始められた。1877年にメイグスが亡くなるとキースが跡を継いだ。数年後にはグアテマラの国土の大部分を獲得した。
第二次キューバ独立戦争で富豪デュモア家のバナナ・プランテーションが破壊された。そこへユナイテッド・フルーツが、1899年にキースのバナナ取引会社とアンドリュー・プレストン（英語版）のボストン・フルーツ・カンパニーの合併で設立された。社長にはプレストン、副社長にキースが就任した。
この合併は、バナナを主要な目的としたものではなかった。主目的は砂糖の生産であった。サトウキビ畑を仕切るために、サトウキビプランテーションで働く奴隷の食料の供給のため、バナナを植えていた。18世紀には農場主から富豪が何人も出ていた。会社はモノカルチャーを企図した。

## キューバの支配
設立後すぐキューバへ進出し、20年とたたぬうちに、バネス湾とニペ湾を取り囲む総計8200カバレリア の土地を手に入れ、両湾にそれぞれ砂糖セントラルを建設し各エリアをコントロールした。
自作農に土地を手放させるため、ユナイテッド・フルーツは小作人へのサトウキビ受け入れ割当分を、自作農より多くした。さらに、会社の所有地の境界線を最大限に活かして自作農の土地を巧妙に取り囲み、私有鉄道路線も利用して自作農が他のセントラルにサトウキビを売れなくした。バネス・ニペ各湾地域は独立して垂直構造をとる複合企業として機能し、どちらもボストンに本部を構えた。砂糖の売却はアメリカ合衆国の本部で行なうため、両区は必要経費だけを受け取ることになっていた。その予算はボストン・ファースト・ナショナル銀行（2005年からバンカメ）によって綿密に算出された。一方では、1902年に本国占領軍が定めた外国人労働者を排除する法令を覆そうと折衝を重ね、1913年にキューバ政府がジャマイカからの労働者導入を例外的に許容、1917年8月に導入を全面的に認めた。1920年の経済危機のために、1921年8月には外国人労働者の本国送還令が出され、1922年5月に導入が再び禁止された。しかし、毎年政府の特別許可を取れば導入できたので、ユナイテッド・フルーツは1923年からこの方式で労働力を得るようになった。ユナイテッド・フルーツは砂糖セントラルの設備を更新した。1926年、砂糖生産に法的制限が加えられた（Verdeja Act, etc.）。世界恐慌は雇用を通じてキューバ人を支配する契機となった。
米西戦争をすぎてからキューバに米国資本が本格的に投下された。1903年ユナイテッド・フルーツは冷凍輸送をした最初の企業となった。1904年商用無線を初めて採用。1910年には営業圏内で中継なしのラジオサービスを使いこなした。1907年と1912年に吸収合併をしてユナイテッド・フルーツは砂糖貿易に参入した。

## 棍棒外交
1928年11月12日、コロンビアのサンタ・マルタ近郊の農場で労働者のストライキが勃発、12月6日コロンビア軍の将軍、Cortés Vargasによって鎮圧されたがこの時犠牲者が多数出た（バナナ労働者虐殺事件）。犠牲者数については47人から2000人まで諸説ある。この事件に対してはホルヘ・エリエセル・ガイタン議員がユナイテッド・フルーツ社のために軍が行動したと非難した。一方、軍は共産主義革命対策だと主張している。
1930年、中米最大企業のユナイテッド・フルーツはユダヤ系ロシア人のバナナ王サミュエル・ザムライに買収され、政商として1970年まで繁栄を続けた。アメリカ合衆国国務長官を務めたジョン・フォスター・ダレス、CIA長官を務めたアレン・ウェルシュ・ダレスは同社の大株主である。ユナイテッド・フルーツの繁栄期には、1934年の輸入割当（Jones–Costigan amendment）、1953年の国際砂糖協定による割当強化、1962年のキューバ危機が全て収まる。
1948年にボゴタでのOAS会議中、当選確実といわれた選挙直前にコロンビア自由党員だったホルヘ・エリエセル・ガイタンが暗殺されたことをきっかけに、激昂した自由党派の市民と保守党派の市民が衝突し、ボゴタ暴動（ボゴタソ）が発生した。この一連の暴動により、コロンビアは「暴力の時代」（1946年 - 1950年）を迎えた。
当時「バナナ共和国」と呼ばれたグアテマラなどでも（ホンジュラスの経済も参照されたい）、ユナイテッド・フルーツがバナナやパイナップルなどの果物取引をコントロールした。1954年にはCIAと組み、グアテマラのハコボ・アルベンス・グスマン政権の転覆（PBSUCCESS作戦）に成功した。アルベンスは選挙後に公約どおり大規模な農地改革を実行した。本国の従業員に対する厚遇は有名とされ、社屋はもちろん専門の病院や学校を無料で開放し、給料も高かったと言うが、アルベンス政権以前のグアテマラでは全人口の3%が国土の70%を所有しており、著しい貧富の格差があった。しかしユナイテッド・フルーツ社は農園経営においてグアテマラの超富裕層と結託しており、ユナイテッド・フルーツ社とCIAは既得権益を失うことを恐れてアルベンスを過剰に親ソ連派として攻撃、失脚させた。

## 改名

チキータ・ブランドのロゴ

1970年にユダヤ系ポーランド人のイーライ・M・ブラック（Eli M. Black）が73万3000株を買収した。ブラックはリーマン・ブラザーズと仕事をしながらキャリアを積んでいた。そして1968年9月証券会社ドナルドソン・ラフキン・アンド・ジェンレット（Donaldson, Lufkin & Jenrette）に雇われ、ユナイテッド・フルーツ乗っ取りを計画したのだった。この計画が持ち上がった経緯は次のようなものであった。ブラックを雇う前からドナルドソンはミューチュアル・ファンド等の機関投資家にユナイテッド・フルーツ株を勧めていたが、しかし肝心の株価が下がって含み損が出ていた。そこでブラックが乗っ取りのためにユナイテッド・フルーツ株を高く買うという絵を描いておいて、機関投資家の転売利益（いわゆる最恵株主待遇）を約束したのだった。乗っ取られたユナイテッド・フルーツはユナイテッドブランド（United Brands Company）に改名した。
1972年にアメリカ政府はユナイテッド・ブランドのグアテマラ事業をデルモンテに売却させた。しかし、1974年にホンジュラスを台風が直撃して農園が甚大な被害を被り、ブラックは膨大な借金を抱えて金策に奔走するようになった。1975年2月3日、ニューヨークのパンナムビルから飛び降り自殺する。4月8日、ユナイテッド・ブランドの株取引がすべての証券取引所で停止された。これは、同社が政府高官数人へ125万ドルの賄賂を供与した事実が公となったからである。高官の一人オズバルド・ロペス・アレジャンス将軍は、スイス銀行のナンバーアカウントを通して賄賂の一部を受け取った。それから1984年までユナイテッド・ブランドは経営陣を交代させながらジリ貧を抜け出せなかった。
1984年にアメリカン・フィナンシャル・グループ（American Financial Group）のカール・リンドナー (Carl Lindner, Jr.) がユナイテッド・ブランドの主導権を握った。1988年、ユナイテッド・ブランドの本社がシンシナティへ移った。1990年に社名をチキータ・ブランド（Chiquita Brands International）に改称した。以来、チキータ・ブランドは前CEOのカール・リンドナーを通じて大統領一家であるブッシュ一族と関係が深い。カールはジャンクボンドの投資・発行でマイケル・ミルケンとも関わった。

## 新しい株主とサイラス
1992年、チキータ・ブランドは2.84億ドルの赤字を計上した。そこで大掛かりなリストラに手をつけ、1995年コスタリカ事業を売り払い、同年12月に精肉部門をスミスフィールド・フーズへ6千万ドルで売却した。この安い価格に加え、欧州連合との貿易摩擦に苦しんでいたこともあり、業績は改善されなかった。1996年、チキータ・ブランドはリストラとしてホンジュラスのプランテーション労働者100家族を住み込み家屋から追い出した。人権委員会とカトリック教会が違法行為として糾弾したが、チキータ・ブランドは合法と主張して譲らなかった。1997年春からは世界貿易機関がEUクオータ制度に攻撃を加えるようになった。チキータ・ブランドは同年だけわずかな黒字を計上したが、翌年は台風に打ちのめされた（Hurricane Mitch）。EUクオータのせいで13億ドルも売上げを減らされていると主張、2000年に売上げ22.5億ドルと9480万ドルの赤字を計上した。2001年春に欧米双方が和解し、クオータ制度がゆくゆくは廃止されることとなった。しかし同年11月にはチキータ・ブランドが民事再生法の適用を申請した。2002年3月、債権者が保有する7億ドルの社債を95％分の新株に交換するという、画期的な整理が行われた。本当に、これまでの株主は持分を5％に圧縮されてしまったのである。新しい会長兼社長にブーズ・アレン・ハミルトン副会長であったサイラス（Cyrus F. Freidheim, Jr.）が選ばれた。

## EUクオータ全廃
怒涛の会社再編の結果、2003年に26.1億ドルの粗利と9920万ドルの黒字を計上した。この年ドイツ・オーストリア圏の販路としてアトランタ（Atlanta AG）を買収しており、これが利益をあげた。2004年1-2月にサイラスが退職し、プロクター・アンド・ギャンブルのフェルナンド（Fernando Aguirre）がそっくり交代した。3月、不祥事を発表した。合衆国政府がテロリスト指定していたコロンビアの組織に、コロンビアの子会社が用心棒代として金を払っていたのである。翌月、その子会社は処分されたが、しかしバナコル（Banacol）という売却先からチキータ・ブランドは仕入れを続けたのであった。2005年6月、カリフォルニアのPFG（Performance Food Group）からサリナス（Salinas）という生鮮食品卸会社を買収した。PFGはマクドナルド、ケンタッキー・フライドチキン、ピザハットにサラダを出荷し、アメリカサラダ市場の4割を支配していた。PFGは（サリナスで）カットフルーツも売っており、これにチキータ・ブランドの付加価値がついた。2006年からEUクオータが修正された一方で、ラテンアメリカからの運賃が膨れてきた。同年2月、チキータ・ブランドはコアマルク（Core-Mark）にアメリカ中のコンビニへチキータ・バナナを置いてくれるよう合意をとりつけることができた。
- 2007年3月、テロ組織と指定されていたコロンビアの民族解放軍へ金を払っていたことが露見、アメリカ当局へ2500万ドルを支払うことになった。
- 2010年3月までにダノンと合弁会社を設立し、フランスのフルーツジュース市場の51％を支配している。
- 2011年アトランタをベルギー資本のウニヴェグ（UNIVEG）に売却した。
- 2014年10月、株主総会でアイルランドの同業（Fyffes）との合併を否決した。
- 2017年9月末でEUクオータが全廃される見通しである。